# 17. Screen Actors Guild-gála
A 17. Screen Actors Guild-gála a 2010-es év legjobb filmes és televíziós alakításait értékelte. A díjátadót 2011. január 30-án tartották a Los Angeles-i Shrine Auditoriumban. A ceremóniát a TNT és a TBS televízióadók egyszerre közvetítették élőben, az észak-amerikai időzóna szerint este nyolc órától. A jelöltek listáját 2010. december 16-án jelentette be Rosario Dawson és Angie Harmon a los angelesi Pacific Design Centerben található Silver Screen Theaterben.

## Győztesek és jelöltek

### Film
| Legjobb férfi főszereplő | Legjobb férfi főszereplő | Legjobb női főszereplő     | Legjobb női főszereplő |
| --- | --- | -------------------------- | --- |
| | - Colin Firth – A király beszéde (VI. György brit király) - Jeff Bridges – A félszemű (Reuben "Rooster" Cogburn) - Robert Duvall – A temetésem szervezem (Felix Bush) - Jesse Eisenberg – Social Network – A közösségi háló (Mark Zuckerberg) - James Franco – 127 óra (Aron Ralston) |                            | - Natalie Portman – Fekete hattyú (Nina Sayers) - Annette Bening – A gyerekek jól vannak (Dr. Nicole "Nic" Allgood) - Nicole Kidman – Engedd el! (Becca Corbett) - Jennifer Lawrence – Winter’s Bone – A hallgatás törvénye (Ree Dolly) - Hilary Swank – Meggyőződés (Betty Anne Walters) |
| Legjobb férfi mellékszereplő | Legjobb férfi mellékszereplő | Legjobb női mellékszereplő | Legjobb női mellékszereplő |
| | - Christian Bale – A harcos (Dicky Eklund) - John Hawkes – Winter’s Bone – A hallgatás törvénye (Teardrop Dolly) - Jeremy Renner – Tolvajok városa (Jem Coughlin) - Mark Ruffalo – A gyerekek jól vannak (Paul Hatfield) - Geoffrey Rush – A király beszéde (Lionel Logue)            |                            | - Melissa Leo – A harcos (Alice Ward) - Amy Adams – A harcos (Charlene Fleming) - Helena Bonham Carter – A király beszéde (I. Erzsébet angol királynő) - Mila Kunis – Fekete hattyú (Lily) - Hailee Steinfeld – A félszemű (Mattie Ross)                                                  |
| Legjobb szereplőgárda (mozifilm) | |                            | |
| - A király beszéde – Anthony Andrews, Claire Bloom, Helena Bonham Carter, Jennifer Ehle, Colin Firth, Michael Gambon, Derek Jacobi, Guy Pearce, Geoffrey Rush, Timothy Spall - Fekete hattyú – Vincent Cassel, Barbara Hershey, Mila Kunis, Natalie Portman, Winona Ryder - A harcos – Amy Adams, Christian Bale, Melissa Leo, Jack McGee, Mark Wahlberg - A gyerekek jól vannak – Annette Bening, Josh Hutcherson, Julianne Moore, Mark Ruffalo, Mia Wasikowska - Social Network – A közösségi háló – Jesse Eisenberg, Andrew Garfield, Armie Hammer, Max Minghella, Justin Timberlake | |                            | |
| Legjobb kaszkadőrgárda (mozifilm) | |                            | |
| - Eredet - Zöld Zóna - Robin Hood | |                            | |

### Televízió
| Legjobb színész (minisorozat vagy tévéfilm) | Legjobb színész (minisorozat vagy tévéfilm) | Legjobb színésznő (minisorozat vagy tévéfilm) | Legjobb színésznő (minisorozat vagy tévéfilm) |
| --- | --- | --------------------------------------------- | --- |
| | - Al Pacino – Dr. Halál (Jack Kevorkian) - John Goodman – Dr. Halál (Neal Nicol) - Dennis Quaid – Különleges kapcsolat (Bill Clinton) - Édgar Ramírez – Carlos (Carlos) - Patrick Stewart – Macbeth (Macbeth)                                                                |                                               | - Claire Danes – Temple Grandin (Temple Grandin) - Catherine O’Hara – Temple Grandin (Ann) - Julia Ormond – Temple Grandin (Eustacia Grandin) - Winona Ryder – Mikor a szerelem nem elég: A Louis Wilson sztori (Lois Wilson) - Susan Sarandon – Dr. Halál (Janet Good)                                |
| Legjobb színész (drámasorozat) | Legjobb színész (drámasorozat) | Legjobb színésznő (drámasorozat)              | Legjobb színésznő (drámasorozat) |
| | - Steve Buscemi – Boardwalk Empire – Gengszterkorzó (Don Draper) - Bryan Cranston – Breaking Bad – Totál szívás (Walter White) - Michael C. Hall – Dexter (Dexter Morgan) - Jon Hamm – Mad Men – Reklámőrültek (Don Draper) - Hugh Laurie – Doktor House (Dr. Gregory House) |                                               | - Julianna Margulies – A férjem védelmében (Alicia Florrick) - Glenn Close – A hatalom hálójában (Patty Hewes) - Mariska Hargitay – Esküdt ellenségek: Különleges ügyosztály (Olivia Benson) - Elisabeth Moss – Mad Men – Reklámőrültek (Peggy Olson) - Kyra Sedgwick – A főnök (Brenda Leigh Johnson) |
| Legjobb színész (vígjátéksorozat) | Legjobb színész (vígjátéksorozat) | Legjobb színésznő (vígjátéksorozat)           | Legjobb színésznő (vígjátéksorozat) |
| | - Alec Baldwin – A stúdió (Jack Donaghy) - Ty Burrell – Modern család (Phil Dunphy) - Steve Carell – The Office (Michael Scott) - Chris Colfer – Glee – Sztárok leszünk! (Kurt Hummel) - Ed O’Neill – Modern család (Jay Pritchett)                                          |                                               | - Betty White – Vérmes négyes (Elka Ostrovsky) - Edie Falco – Jackie nővér (Jackie Peyton) - Tina Fey – A stúdió (Liz Lemon) - Jane Lynch – Glee – Sztárok leszünk! (Sue Sylvester) - Sofía Vergara – Modern család (Gloria Delgado-Pritchett)                                                         |
| Legjobb szereplőgárda (drámasorozat) | |                                               | |
| - Boardwalk Empire – Gengszterkorzó – Steve Buscemi, Michael Pitt, Kelly Macdonald, Michael Shannon, Shea Whigham, Aleksa Palladino, Michael Stuhlbarg, Stephen Graham, Vincent Piazza, Paz de la Huerta, Michael Kenneth Williams, Gretchen Mol, Paul Sparks, Anthony Laciura, Erik Weiner, Dabney Coleman - A főnök – Kyra Sedgwick, J. K. Simmons, Corey Reynolds, Robert Gossett, G. W. Bailey, Tony Denison, Michael Paul Chan, Raymond Cruz, Jon Tenney - Dexter – Michael C. Hall, Julie Benz, Jennifer Carpenter, C. S. Lee, Lauren Vélez, David Zayas, James Remar - A férjem védelmében – Julianna Margulies, Josh Charles, Archie Panjabi, Matt Czuchry, Christine Baranski, Chris Noth, Graham Phillips, Alan Cumming - Mad Men – Reklámőrültek – Jon Hamm, Elisabeth Moss, Vincent Kartheiser, January Jones, Christina Hendricks, Jared Harris, Aaron Staton, Rich Sommer, Kiernan Shipka, Robert Morse, John Slattery                                      | |                                               | |
| Legjobb szereplőgárda (vígjátéksorozat) | |                                               | |
| - Modern család – Ed O’Neill, Sofía Vergara, Julie Bowen, Ty Burrell, Jesse Tyler Ferguson, Eric Stonestreet, Sarah Hyland, Rico Rodriguez, Ariel Winter, Nolan Gould - A stúdió – Tina Fey, Tracy Morgan, Jane Krakowski, Jack McBrayer, Scott Adsit, Judah Friedlander, Keith Powell, Alec Baldwin - Glee – Sztárok leszünk! – Max Adler, Dianna Agron, Chris Colfer, Jane Lynch, Jayma Mays, Kevin McHale, Lea Michele, Cory Monteith, Heather Morris, Matthew Morrison, Mike O'Malley, Chord Overstreet, Amber Riley, Naya Rivera, Mark Salling, Harry Shum Jr., Iqbal Theba, Jenna Ushkowitz - Vérmes négyes – Valerie Bertinelli, Jane Leeves, Wendie Malick, Betty White - The Office – Leslie David Baker, Brian Baumgartner, Creed Bratton, Steve Carell, Jenna Fischer, Kate Flannery, Ed Helms, Mindy Kaling, Ellie Kemper, Angela Kinsey, John Krasinski, Paul Lieberstein, B. J. Novak, Oscar Nuñez, Craig Robinson, Phyllis Smith, Rainn Wilson, Zach Woods | |                                               | |
| Legjobb kaszkadőrgárda (televízió) | |                                               | |
| - True Blood – Inni és élni hagyni - Minden lében négy kanál - CSI: New York-i helyszínelők - Dexter - Terepen | |                                               | |

### Screen Actors Guild-életműdíj
- Ernest Borgnine

## In Memoriam
A gála "in memoriam" szegmense az alábbi, 2010-ben elhunyt személyekről emlékezett meg:
- Jill Clayburgh
- Leslie Nielsen
- Lynn Redgrave
- Robert Culp
- Gloria Stuart
- Kevin McCarthy
- John Forsythe
- Anne Francis
- Pernell Roberts
- Harold Gould
- David Nelson
- Frances Reid
- Larry Keith
- Patricia Neal
- Danny Aiello III
- June Havoc
- James MacArthur
- Barbara Billingsley
- Gary Coleman
- Rue McClanahan
- Zelda Rubinstein
- Fred Foy
- Janet MacLachlan
- Fess Parker
- Lena Horne
- Peter Haskell
- Peter Graves
- Dixie Carter
- Tom Bosley
- Kathryn Grayson
- Pete Postlethwaite
- Steve Landesberg
- Eddie Fisher
- Tony Curtis
- Jean Simmons
- Dennis Hopper

## Fordítás
- Ez a szócikk részben vagy egészben  a(z)   17th Screen Actors Guild Awards című angol Wikipédia-szócikk fordításán alapul.  Az eredeti cikk szerkesztőit annak laptörténete sorolja fel. Ez a jelzés csupán a megfogalmazás eredetét és a szerzői jogokat jelzi, nem szolgál a cikkben szereplő információk forrásmegjelöléseként.